# Carl Bischof
Carl Andreas Bischof, född 4 juni 1812 i Bad Dürrenberg, död 23 juni 1884 i Dresden, var en tysk metallurg.
Bischof befordrades 1843 till hyttmästare i Mägdesprung på Harz och sedermera till bergsråd. Han konstruerade redan 1829 en liten ångvagn, som gick på vanliga landsvägar, och uppfann 1839 eldningen med gengas.